# Anfiprostilo

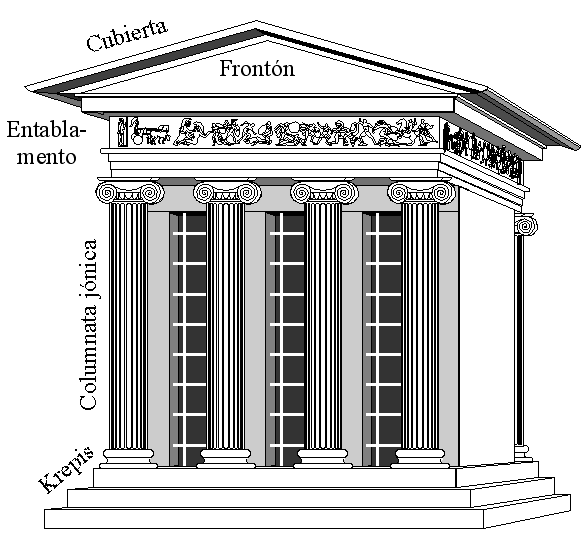
Ricostruzione del tempio di Athéna Niké

Schema planimetrico di un tempio anfiprostilo

Anfiprostilo è un termine architettonico che designa i templi (in particolare greci e romani) che possiedono un portico di colonne sulla facciata, avanti e dietro, ma privo delle colonne sui lati del tempio. 
In questo si distingue dal tempio prostilo che ha un solo colonnato.
Non eccede in genere il numero di quattro colonne, tanto nella parte anteriore quanto nella posteriore.

## Esempi
Il più famoso esempio è da riferirsi al piccolo Tempio di Atena Nike che si trova nell'Acropoli di Atene.